# OKB
OKB là chữ chuyển tự từ viết tắt tiếng Nga "Опытное конструкторское бюро" - Opytnoe Konstructorskoe Byuro, nghĩa là Cục thiết kế thí nghiệm (hay Phòng thiết kế thí nghiệm) là những cơ quan chuyên thiết kế các thiết bị quân sự dưới thời Liên Xô cũ. Trong suốt thời kỳ Xô viết, các phòng thiết kế OKB là những cơ quan khép kín được bảo vệ, các phòng đặc biệt này làm việc với các thiết kế và các mẫu vũ khí, khí tài thử nghiệm với kỹ thuật tiên tiến, thông thường các thiết kế này phục vụ cho quân đội.
Một văn phòng chính thức được nhận biết bằng các số thứ tự, và nửa chính thức bằng tên người đứng đầu, ví dụ OKB-51 do Pavel Sukhoi đứng đầu, và dần dần được biết đến với tên gọi OKB Sukhoi. Các phòng thiết kế thành công và nổi tiếng thường giữ lại tên người đứng đầu sau khi họ qua đời hay khi thay thế.
Những tổ chức tương đối nhỏ này không phải được dùng để sản xuất hàng loạt máy bay, tên lửa, hay các phương tiện hay thiết bị mà họ thiết kế. Tuy nhiên họ thường có những điều kiện về phương tiện và tài nguyên để chế tạo những mẫu thử nghiệm. Những thiết kế được chấp nhận bởi các cơ quan thẩm định nhà nước, sau đó chúng được sản xuất hàng loạt tại các nhà máy lớn.

## Các phòng thiết kế OKB trong công nghiệp hàng không-vũ trụ
- KB-1 - V.M. Shabanov
- OKB-1 - Korolev
- OKB-2 - tên gần đây là MKB Raduga (OKB-155-2)
- OKB-4 - Molniya
- OKB-19 - Shvetsov, Soloviev. Bây giờ là: "Perm MKB".
- OKB-20 - Klimov, Omsk-Motors
- OKB-23 - Myasishchev (hay còn gọi OKB-482)
- OKB-24 - Mikulin
- OKB-26 - Klimov
- OKB-39 - Ilyushin
- OKB-45 - Klimov
- OKB-49 - Beriev
- OKB-51 - Sukhoi
- OKB-52 - Chelomei
- OKB-86 - Bartini
- OKB-115 - Yakovlev
- OKB-117 - Klimov
- OKB-120 - Zhdanov
- OKB-124 - N/A (sản xuất hệ thống làm lạnh cho Tupolev)
- OKB-134 - Vympel
- OKB-140 - N/A (những máy phát điện bằng cồn-hydro cho Tupolev)
- OKB-153 - Antonov
- OKB-155 - Mikoyan (Trước đây là Mikoyan-Gurevich)
- OKB-155-2 - (đôi lúc được gọi là OKB-2-155) chi nhánh của OKB-155 ở Dubna. Gurevich, Berezniak-Isaev (BI)... Bây giờ là MKB Raduga.
- OKB-156 - Tupolev
- OKB-165 - Lyulka
- OKB-207 - Borovkov và Florov
- OKB-240 - Yermolaev
- OKB-256 - Tsybin
- OKB-276 - Kuznetsov
- OKB-300 - Tumansky
- OKB-301 - Lavochkin
- OKB-329 - Mil
- SKB-385 - Makeev
- OKB-458 - Tschetverikov
- OKB-478 - Ivtschenko
- OKB-586 - Yangel
- OKB-938 - Kamov